# Kurt Tschenscher
Kurt Tschenscher (* 5. Oktober 1928 in Hindenburg O.S.; † 13. August 2014 in Schwetzingen) war ein deutscher Fußballschiedsrichter. Er galt in den 1960er Jahren als einer der weltbesten Fußballschiedsrichter. Er leitete 53 Länderspiele, zwei Europapokal-Endspiele, 126 Bundesligaspiele, ein DFB-Pokal-Finale und das letzte Endspiel einer deutschen Meisterschaft vor Einführung der Fußball-Bundesliga.

## Sportlicher Werdegang
Kurt Tschenscher spielte als Jugendlicher bei Preußen Hindenburg in seiner oberschlesischen Heimat Fußball. Nach der Entlassung aus der amerikanischen Kriegsgefangenschaft kam er von Österreich über Heilbronn nach Mannheim, wo er sich dem VfL Neckarau anschloss. Er wurde bald mit der Leitung der Jugendabteilung betraut. Im August 1948 legte er im Fußballkreis Mannheim die Prüfung zum Schiedsrichter ab. Er wurde 1958 FIFA-Schiedsrichter und leitete im selben Jahr sein erstes Länderspiel. 1962 pfiff er das Wiederholungsspiel des Finales des Europapokals der Pokalsieger Atlético Madrid gegen AC Florenz. Ein Jahr später leitete er das letzte Endspiel um die deutsche Meisterschaft, in dem Borussia Dortmund gegen den 1. FC Köln gewann. Ein weiterer Höhepunkt seiner Karriere war die Leitung des Endspiels um den Europapokal der Landesmeister 1966/67 zwischen Celtic Glasgow und Inter Mailand in Lissabon.
In der Fußball-Bundesliga war er von der ersten Saison 1963/64 bis zu seinem Karriereende 1975 aktiv. Von der FIFA wurde er, als Erster Unparteiischer, für drei Fußball-Weltmeisterschaften nominiert: WM 1966 in England, WM 1970 in Mexiko und WM 1974 in Deutschland. Einer seiner wichtigsten Einsätze war das Halbfinale um die Fußball-Europameisterschaft 1968 zwischen Italien und der Sowjetunion. Das Spiel endete 0:0 nach Verlängerung (Sieger Italien nach Los-Entscheid durch Münzwurf).
Bei der WM 1970 wurde ihm die Ehre zuteil, am 31. Mai 1970 das Eröffnungsspiel in Mexiko-Stadt zwischen Gastgeber Mexiko und der Sowjetunion zu pfeifen. Das Spiel endete ebenfalls 0:0. Bei diesem Spiel zeigte er als erster Schiedsrichter überhaupt eine Gelbe Karte (an den sowjetischen Spieler Kachi Assatiani). Seine schwierigste Aufgabe hatte er bei der WM 1974 zu lösen, als er am 3. Juli 1974 das entscheidende Spiel um den Einzug ins Finale zwischen den Niederlanden und Brasilien leitete. Die Niederlande gewannen in Dortmund mit 2:0. Kurt Tschenscher musste in dem überaus hart geführten und hektischen Spiel den brasilianischen Mannschaftskapitän Luís Pereira nach einem brutalen Foul des Feldes verweisen. Insgesamt war Kurt Tschenscher 17 Jahre FIFA-Schiedsrichter. Auch dies ist bis heute Rekord. Er leitete etwa 1800 Spiele, darunter 173 internationale Partien.
Außerdem leitete er bei den Olympischen Spielen 1972 in München das Finale zwischen Polen und Ungarn sowie das legendäre DFB-Pokal-Endspiel 1973 zwischen Borussia Mönchengladbach und dem 1. FC Köln, in dem Günter Netzer sein berühmtestes Tor erzielte.
Als Funktionär engagierte sich Tschenscher als Lehrwart und stellvertretender Vorsitzender des Fußballkreises Mannheim. Er war Vorsitzender des Schiedsrichterausschusses des Süddeutschen Fußball-Verbandes und Mitglied des DFB-Schiedsrichterausschusses. Für seine Verdienste erhielt er unter anderem 1975 das Bundesverdienstkreuz am Bande und die Ehrennadel in Gold des DFB.